# Gacsály, Szabolcs-Szatmár-Bereg
Gacsály  este un sat în districtul Fehérgyarmat, județul Szabolcs-Szatmár-Bereg, Ungaria, având o populație de 920 de locuitori (2011). 

## Demografie
Componența etnică a satului Gacsály
     Maghiari (80,29%)
     Romi (18,85%)
     Alții (0,86%)
Componența confesională a satului Gacsály
     Reformați (52,39%)
     Greco-catolici (8,7%)
     Romano-catolici (5,11%)
     Fără religie (2,28%)
     Necunoscută (31,52%)
     Alte religii (1,85%)
Conform recensământului din 2011, satul Gacsály avea 920 de locuitori. Din punct de vedere etnic, majoritatea locuitorilor (80,29%) erau maghiari, cu o minoritate de romi (18,85%).  Din punct de vedere confesional, majoritatea locuitorilor (52,39%) erau reformați, existând și minorități de greco-catolici (8,7%), romano-catolici (5,11%) și persoane fără religie (2,28%). Pentru 31,52% din locuitori nu este cunoscută apartenența confesională.